# 唐隆县
唐隆县，唐朝时设置的县。
武德元年（618年）置，治所在今四川省崇州市东南江源镇。属益州。长寿二年（693年）改武隆县。神龙元年（705年）复改唐隆县。先天元年（712年），当是避皇帝李隆基名讳，改唐安县。 